# Torneo de Belgrado
El Torneo de Belgrado (también conocido como Belgrade Open) fue un torneo oficial de tenis perteneciente a la serie ATP Tour 250. La primera edición fue celebrada en el año 2009 en la ciudad de Belgrado (Serbia) y se disputa sobre cancha dura bajo techo. El gran impulsor de este torneo fue el tenista serbio Novak Djokovic, quien compró los derechos del Torneo de Amersfoort que se jugaba en los Países Bajos. 
El año 2021 se disputó en dos ocasiones, a raiz de la cancelación del Torneo de Budapest por la Pandemia de Covid-19. En agosto de 2024, se confirmó que el Belgrade Open se volvería a disputar durante un período inicial de dos años. No obstante, en agosto de 2025, se anunció que el torneo se reubicaría en Atenas.
El tenista que más veces ha ganado el torneo es el serbio Novak Djokovic, con tres victorias sobre cuatro finales disputadas.

## Palmarés

### Individual masculino
| Año        | Campeón           | Subcampeón       | Resultado        |
| ---------- | ----------------- | ---------------- | ---------------- |
| 2009       | Novak Djokovic    | Lukasz Kubot     | 6-3, 7-6(0)      |
| 2010       | Sam Querrey       | John Isner       | 3-6, 7-6(4), 6-4 |
| 2011       | Novak Djokovic    | Feliciano López  | 7-6(4), 6-2      |
| 2012       | Andreas Seppi     | Benoît Paire     | 6-3, 6-2         |
| 2013- 2020 | No celebrado      | No celebrado     | No celebrado     |
| 2021 I     | Matteo Berrettini | Aslán Karatsev   | 6-1, 3-6, 7-6(0) |
| 2021 II    | Novak Djokovic    | Alex Molčan      | 6-4, 6-3         |
| 2022       | Andrey Rublev     | Novak Djokovic   | 6-2, 6-7(4), 6-0 |
| 2023       | No celebrado      | No celebrado     | No celebrado     |
| 2024       | Denis Shapovalov  | Hamad Medjedovic | 6-4, 6-4         |

### Individual femenino
| Año  | Campeona     | Subcampeona | Resultado      |
| ---- | ------------ | ----------- | -------------- |
| 2021 | Paula Badosa | Ana Konjuh  | 6-2, 2-0, ret. |

### Dobles masculino
| Año        | Campeones                            | Subcampeones                      | Resultado           |
| ---------- | ------------------------------------ | --------------------------------- | ------------------- |
| 2009       | Lukasz Kubot Oliver Marach           | Johan Brunstrom Jean-Julien Rojer | 6-2, 7-6(3)         |
| 2010       | Santiago González Travis Rettenmaier | Tomasz Bednarek Mateusz Kowalczyk | 7-6(8), 6-1         |
| 2011       | Frantisek Cermak Filip Polasek       | Oliver Marach Alexander Peya      | 7-5, 6-2            |
| 2012       | Jonathan Erlich Andy Ram             | Martin Emmrich Andreas Siljeström | 4-6, 6-2, [10-6]    |
| 2013- 2020 | No celebrado                         | No celebrado                      | No celebrado        |
| 2021 I     | Ivan Sabanov Matej Sabanov           | Ariel Behar Gonzalo Escobar       | 6-3, 7-6(5)         |
| 2021 II    | Jonathan Erlich Andrei Vasilevski    | André Göransson Rafael Matos      | 6-4, 6-1            |
| 2022       | Ariel Behar Gonzalo Escobar          | Nikola Mektić Mate Pavić          | 6-2, 3-6, [10-7]    |
| 2023       | No celebrado                         | No celebrado                      | No celebrado        |
| 2024       | Jamie Murray John Peers              | Ivan Dodig Skander Mansouri       | 3-6, 7-6(5), [11-9] |

### Dobles femenino
| Año  | Campeonas                         | Subcampeonas                     | Resultado |
| ---- | --------------------------------- | -------------------------------- | --------- |
| 2021 | Aleksandra Krunić Nina Stojanović | Greet Minnen Alison Van Uytvanck | 6-0, 6-2  |